# Южный Лос-Анджелес

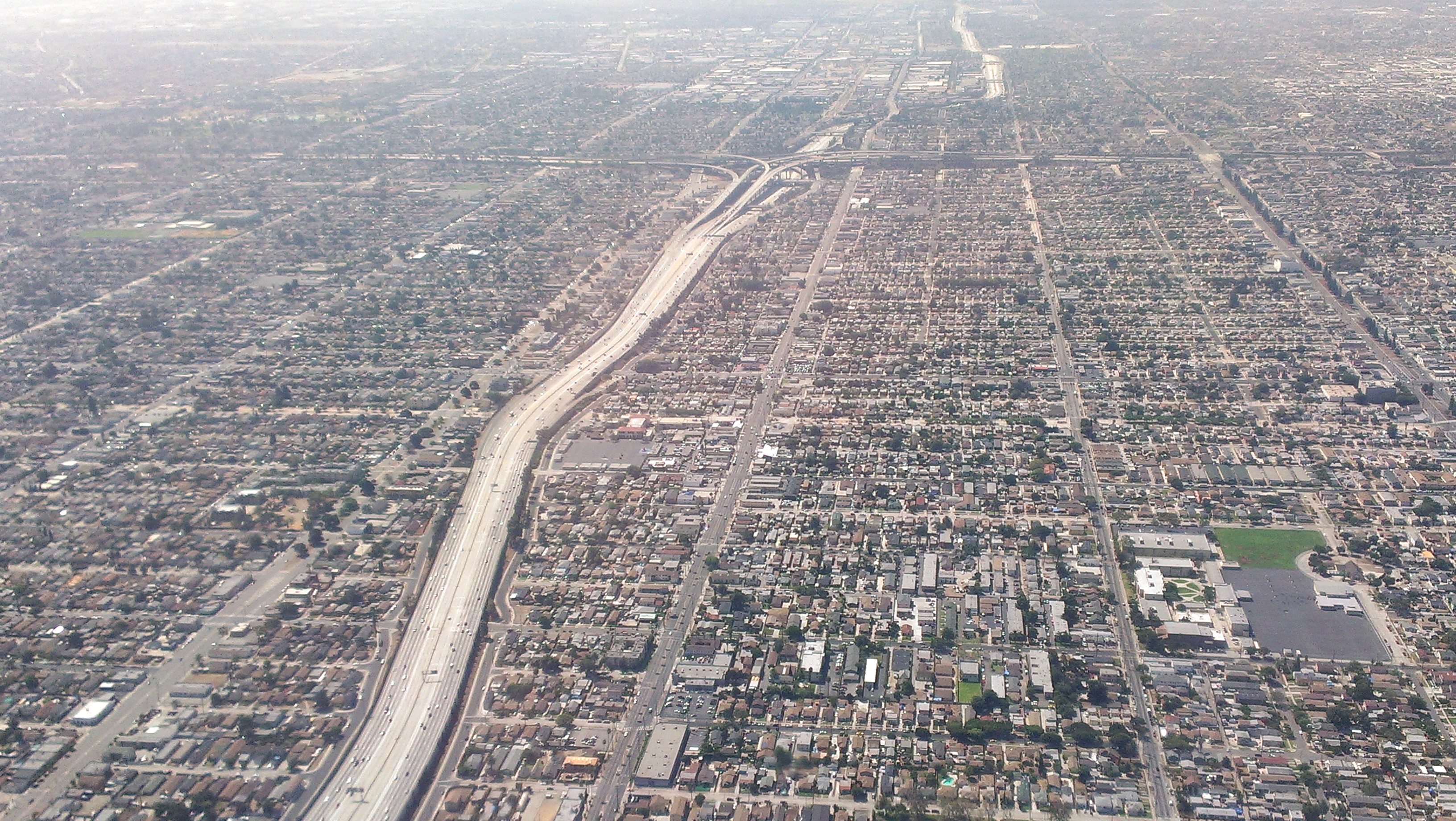
Место соединения 110-й и 105-й автомагистралей штата Калифорния в Южном Лос-Анджелесе

Ю́жный Лос-А́нджелес (англ. South Los Angeles), также известен как Южный Централ (англ. South Central) — обширная часть города Лос-Анджелес, штат Калифорния, расположенная к юго-западу и юго-востоку от даунтауна и включающая в себя 28 районов. Согласно переписи населения США 2000 года здесь проживали 749453 человек, плотность населения составила 5669 человек/км².
Южный Централ получил печальную известность своей криминогенной обстановкой и уличными бандами («Кровавые», «Калеки», MS-13, Mappy-18 и др.). В начале 1950-х годов здесь резко возросла численность чернокожего населения и район стал местом расовой нетерпимости, взрывов, стрельбы в белое население и сжигания крестов на полянах перед домами афроамериканцев, а эскалация конфликта привела к формированию уличных банд. Жестокие методы борьбы с преступностью привели к бунту, известному как «Восстание в Уоттсе», произошедшему в августе 1965 года.

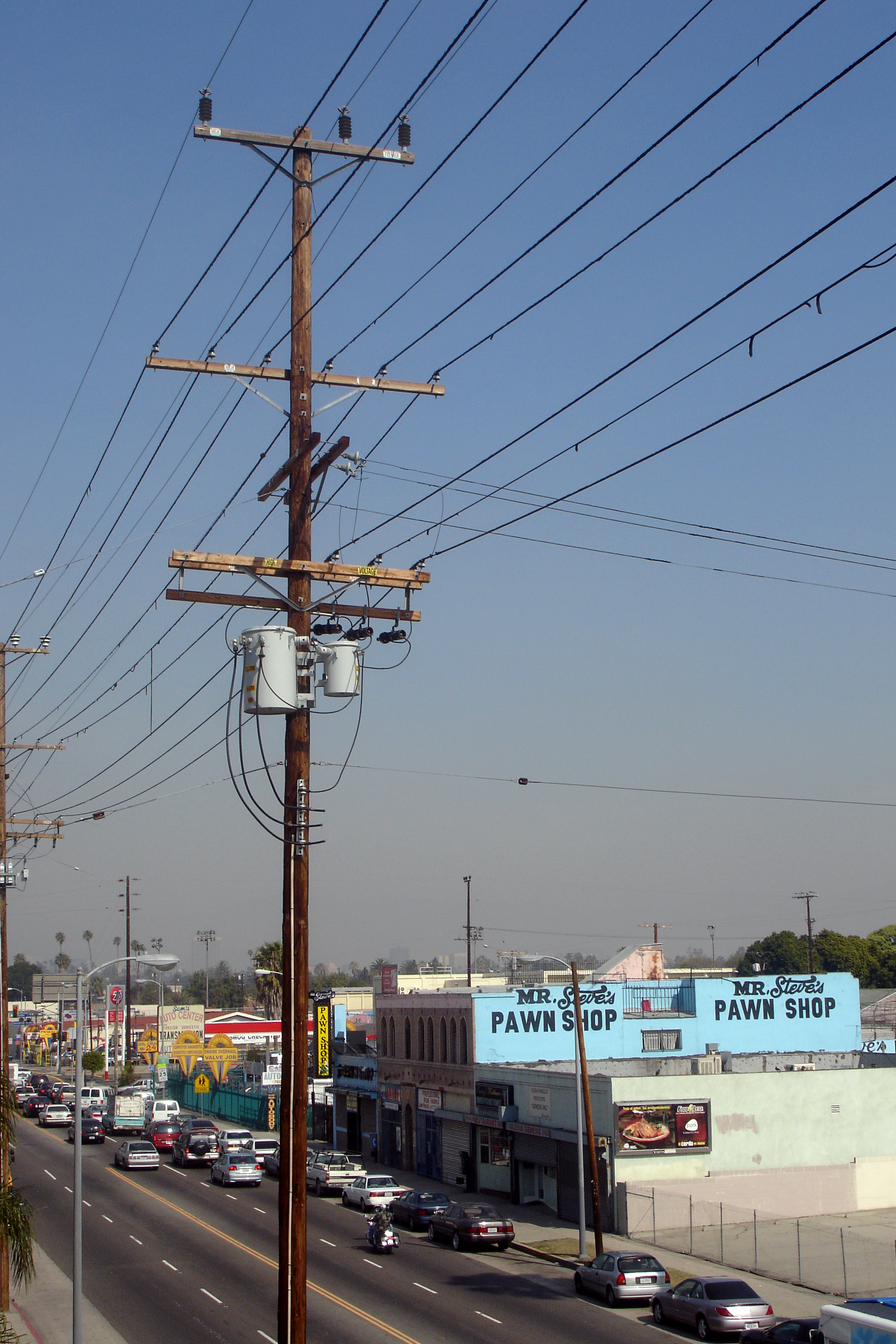
Вестерн-авеню и 38-я улица в Южном Централе

В 1992 году в Южном Централе вновь произошли массовые беспорядки — Лос-Анджелесский бунт. Поводом к этому послужило решение суда, оправдавшего четверых белых полицейских, избивших афроамериканца Родни Кинга, когда тот оказал сопротивление при аресте за превышение скорости.
В 2003 году Городской совет Лос-Анджелеса единогласно проголосовал за изменение имени района на «Южный Лос-Анджелес», с целью устранить закрепившуюся ассоциацию Южного Централа с уличной преступностью и урбанистическим упадком, начавшимся из-за процессов субурбанизации — массового оттока белого населения в пригороды.